# František Kročka
František Kročka (* 14. srpna 1932, Svätý Jur) je bývalý slovenský silniční motocyklový závodník. Ve své generaci byl po Srnovi druhým nejlepším slovenským závodníkem.
Vystudoval gymnázium a elektrotechnickou průmyslovku. Byl zaměstnaný nejprve jako opravář motocyklů, mistr mechanické a svářečské díly a 5 let jako vedoucí výroby prototypů v BAZ. Jeho předností bylo, že si uměl sám výborně nastavit motocykl. Jeho velkým soupeřem ve třídě do 175 cm³ byl Václav Parus. Po skončení aktivní kariéry pracoval jako státní trenér.

## Závodní kariéra
Jezdil jako soukromník. Poprvé startoval na své dvoudobé Jawě 350 cm³ v roce 1952 na závodech v Trnavě, kde při tréninku způsobil rozruch nejrychlejším časem. Vedl až do posledního kola, ale po technické závadě nevyhrál. Poprvé vyhrál hned následující závod na horském okruhu Slavín v Bratislavě. Třídu do 350 cm³ jezdil do roku 1956, kdy získal I. výkonnostní třídu. Přešel do třídy do 175 cm³, kdy v době základní vojenské služby v Nitře jezdl na upravené a převrtané ČZ 150 cm³. Na prvních závodech Mistrovství Československa v Uherském Hradišti skončil druhý za továrním jezdcem Františkem Bartošem. V následující době absolvoval více než 200 závodů. V letech 1960, 1963, 1964, 1966 a 1967 byl ve třídě do 175 cm³ mistrem Československa a je historicky nejúspěšnějším závodníkem této třídy. Navíc byl v mistrovství Československa i jednou druhý a dvakrát třetí a ve třídě do 250 cm³ byl dvakrát druhý s motocyklem vlastní konstrukce. Na základě výsledků dostal od Svazarmu přidělenou ČZ 350 cm³ (v podstatě vylepšený Walter) a později Junior 250 cm³. Později závodil jen s motocykly vlastní konstrukce. Po zrušení třídy do 175 cm³ dostal z Považských strojíren nabídku jezdit na továrním motocyklu Tatran 50 cm³, na kterém jezdil až do roku 1974 a získal na něm šestý titul mistra Československa.

## Úspěchy
- Mistrovství Československa silničních motocyklů – celková klasifikace
  - 1956 do 175 cm³ – 5. místo
  - 1956 do 350 cm³ – 10. místo
  - 1957 do 175 cm³ – 4. místo
  - 1958 do 175 cm³ – 5. místo
  - 1959 do 175 cm³ – 6. místo
  - 1959 do 350 cm³ – 14. místo
  - 1960 do 175 cm³ – 1. místo
  - 1960 do 350 cm³
  - 1961 do 175 cm³ – 3. místo
  - 1961 do 250 cm³
  - 1962 do 175 cm³ – 2. místo
  - 1962 do 250 cm³ – 6. místo
  - 1963 do 175 cm³ – 1. místo
  - 1963 do 250 cm³ – 12. místo
  - 1964 do 175 cm³ – 1. místo
  - 1964 do 250 cm³ – 2. místo
  - 1965 do 175 cm³ – 3. místo
  - 1965 do 250 cm³ – 2. místo
  - 1966 do 175 cm³ – 1. místo
  - 1966 do 250 cm³ – 6. místo
  - 1967 do 175 cm³ – 1. místo
  - 1967 do 250 cm³ – 7. místo
  - 1968 do 250 cm³ – 19. místo
  - 1968 do 350 cm³ – 21. místo
  - 1969 do 50 cm³ – 4. místo
  - 1969 do 250 cm³ – 20. místo
  - 1970 do 50 cm³ – 9. místo
  - 1970 do 250 cm³ – 6. místo
  - 1971 do 50 cm³ – 3. místo
  - 1971 do 250 cm³ – 5. místo
  - 1972 do 50 cm³ – 7. místo
  - 1972 do 250 cm³ – 15. místo
  - 1973 do 50 cm³ – 10. místo
  - 1973 do 250 cm³ – 15. místo
  - 1974 do 50 cm³ – 1. místo
  - 1974 do 250 cm³ – 22. místo
- 300 ZGH
  - 1962 2. místo do 175 cm³
  - 1963 1. místo do 175 cm³
  - 1964 2. místo do 175 cm³ a 2. místo do 250 cm³
  - 1967 2. místo do 175 cm³
  - 1969 2. místo do 50 cm³
  - 1970 2. místo do 50 cm³
  - 1973 2. místo do 50 cm³